# Labyrinthus
『Labyrinthus』（ラビュリントス）は、Ceuiの2枚目のアルバム。2012年6月20日にLantisから発売された。

## 概要
『Glassy Heaven』以来3年ぶりのフルアルバム。アルバムタイトルの『Labyrinthus』は「迷路」の意味であり、ジャケットは「空から天使のはしごで降りてきてしまった堕天使」をイメージしたものになっている。 全4章からなるファンタジーストーリーとして構成され、タイアップ曲8曲、新曲4曲、各章ごとの「Interlude」が収録されている。物語の様なアルバム構成は、自身もボーカルとして参加している「Sound Horizon」から由来している。

## 収録曲
第一章　【人形幻想～悪魔が舞い降りた夜～】
1. Labyrinthus [5:02]
作詞：Ceui、作曲：小高光太郎・Ceui、編曲：小高光太郎
アルバム表題曲。章のテーマは「優しい追憶の世界」。
2. てのひらの追憶　†Interlude† [0:59]
作曲：Ceui、編曲：小高光太郎・Ceui
テーマは「始まり」。
3. センティフォリア  [4:27]
作詞：Ceui、作曲：小高光太郎・Ceui、編曲：小高光太郎
7thシングル。テレビアニメ『青い花』エンディングテーマ。
4. リトルガーデン [4:07]
作詞：Ceui、作曲：小高光太郎・Ceui、編曲：小高光太郎
7thシングル「センティフォリア」のカップリング曲。

第二章　【始まりの調べ～堕天使交響曲～】
1. 霧の中の美しい少女　†Interlude† [1:13]
2. 天使と悪魔のシンフォニア  [5:23]
作詞：Ceui、作曲：小高光太郎・Ceui、編曲：小高光太郎
アルバムの軸となる曲。語りを入れながらも勢いのある楽曲となっている。
3. Last Inferno [5:34]
作詞：Ceui、作曲：小高光太郎・Ceui、編曲：小高光太郎
10thシングル。テレビアニメ『伝説の勇者の伝説』オープニングテーマ。
4. Truth Of My Destiny [4:42]
作詞：Ceui、作曲：小高光太郎・Ceui、編曲：小高光太郎
9thシングル。テレビアニメ『伝説の勇者の伝説』エンディングテーマ。

第三章　【彷徨いの楽園～欠けた頁を求めて～】
1. 一縷の宝石　†Interlude† [0:46]
2. わたしが天使じゃなくなる日  [4:40]
作詞：Ceui、作曲：小高光太郎・Ceui、編曲：小高光太郎
テーマは「失恋」。天使の「神を愛してしまった届かない想い」を歌った楽曲。
3. 光と闇と時の果て [4:10]
作詞：Ceui、作曲：小高光太郎・Ceui、編曲：小高光太郎
4thシングル。テレビアニメ『空を見上げる少女の瞳に映る世界』エンディングテーマ。
4. SIROSUNA [4:37]
作詞：Ceui、作曲：小高光太郎・Ceui、編曲：小高光太郎
4thシングル「光と闇と時の果て」のカップリング曲。

第四章　【再生のくちづけ～Labyrinthusの誓い～】
1. 祈り舞う、天上の草原　†Interlude† [1:45]
2. God Bless-あなたに光あれ- [5:48]
作詞：Ceui、作曲：小高光太郎・Ceui、編曲：小高光太郎
自身が伝えたい事をありのまま詰め込んだ楽曲。
3. Stardust Melodia [4:35]
作詞：Ceui、作曲：小高光太郎・Ceui、編曲：小高光太郎
4thシングル。テレビアニメ『境界線上のホライゾンII』エンディングテーマ。
4. Energy [5:07]
作詞・作曲：Ceui、編曲：小高光太郎
10thシングル「Last Inferno」のカップリング曲。テレビアニメ『伝説の勇者の伝説』挿入歌。